# عباس السيسي
عباس حسن السيسي من مواليد 28 نوفمبر 1918 م رشيد البحيرة عضو مكتب الإرشاد بجماعة الإخوان المسلمين الأسبق وأحد أشهر دعاة الجماعة الذين كتبوا في الذوق والسلوكيات الدعوية ، تميز بأسلوبه الدعوي المرح الذي جعله قبلة لخطابات المئات من شباب الإخوان المسلمين حول العالم والتي قدمها في كتابه «الحب في الله» 

## حياته
- حاصل على دبلوم المدارس الثانوية الصناعية.
- تطوع بمدرسة الصناعات الحربية بتوجيه من فضيلة المرشد العام الإمام حسن البنا .
- التحق بورش سلاح الصيانة بعد التخرج.
- عمل بصناعة الألبان وتجارتها في رشيد لمدة عشرين عامًا وقد بدأ تجارته شريكاً مع صديقه المهندس يوسف ندا.

## جهاده
- حضر معارك الحرب العالمية الثانية 1940م في الصحراء الغربية.
- تعرف على دعوة الإخوان المسلمين عام 1936م، وتقابل مع حسن البنا في نفس العام.
- اعتقل عام 1948م لانتمائه لجماعة الإخوان المسلمين لمدة ستة أشهر، ثم اعتقل عام 1954 لمدة عامين.
- فصل من الخدمة عام 1956م.
- اعتقل مجددًا عام 1965 إلى عام 1974م.

## دوره الدعوي
- يُعد عباس السيسي أحد من أسهموا في إحياء جماعة الإخوان وبعثها من جديد بعد خروجه من المعتقل في السبعينيات.
- كان عضواً بمكتب الإرشاد بجماعة الإخوان المسلمين لسنوات طويلة وقد قرر الاعتذار عن موقعه ليترك فرصة لمن يأتي بعده ليجدد ويطور فسجل بذلك موقفاً غير مسبوق في تاريخ الجماعة .
- ساهم بدور بارز وفعَّال في نشر فكر الجماعة خارج مصر، وقد تواصل معه آلاف الشباب حول العالم وقد نسشر رسائلهم إليه في كتاباته المختلفة .
- أسس دار القبس للنشر والتي اتخذت مقرها بشارع جواد حسني بمنطقة الإبراهيمية بالإسكندرية وكان مكتبه هناك قبلة لقيادات العمل الإسلامي من كل بقاع الأرض .
- نزل به البلاء ممثلاً في مرضه الشديد الذي أصابه ، وكان من يذهب ليعوده في بيته برشيد أو بمنطقة ميامي بالإسكندرية أثناء مرضه الأخير لا يجده إلا باسماً لا تغيب عنه حماسته وبريق عينيه .

## وفاته
- توفي عقب صلاة التراويح من يوم الجمعة الثامن من رمضان 1425 هـ الموافق 22/10/2004م.[1]

## من أشهر مقولاته
- الدعوة إلي الله حب والحياة في سبيل الله أشق من الموت في سبيل الله ألف مرة
- الدعوة إلي الله فن والصبر عليها جهاد
- هذا الدين لم يبدأ باستعمال العضلات، ولا خشونة الكلمات، ولا بالتصدي والتحدي، ولكن بالكلمة الطيبة، والنظرة الحانية، قال تعالى: ((وقولوا للناس حسناً))

## المؤلفات
نشرت له عدة مؤلفات، منها:
1. رشيد المدينة الباسلة
2. من المذبحة إلى ساحة الدعوة - رابط الكتاب
3. الدعوة إلى الله حب - رابط الكتاب
4. حسن البنا مواقف في الدعوة والتربية - رابط الكتاب
5. الطريق إلى القلوب - رابط الكتاب
6. جمال عبد الناصر وحادث المنشية
7. في قافلة الإخوان المسلمين
8. الحب في الله (رسالة)
9. الذوق سلوك الروح. - رابط الكتاب
10. أم معاذ في السجن